# Oberfrankenhalle
Die Oberfrankenhalle ist eine Mehrzweckhalle in Bayreuth, der Hauptstadt des Regierungsbezirks Oberfranken. Sie ist für Sportveranstaltungen, Konzerte und Tagungen konzipiert. Der Bau ist Teil des Bayreuther Sportparks, zu dem auch das Hans-Walter-Wild-Stadion, Spielstätte der SpVgg Bayreuth, eine Eissporthalle und ein Hallenbad gehören.

## Geschichte
Der erste Spatenstich für ihren Bau erfolgte am 14. August 1986, am 1. Oktober 1987 wurde das Richtfest gefeiert. Die Eröffnung der mehr als 26 Millionen DM teueren Halle fand am 29. Oktober 1988 statt. Die Halle fasst maximal 6.100 Zuschauer, bei Spielen der Basketball-Bundesliga beträgt die Kapazität 4.000 Zuschauer. Im nahegelegenen Parkhaus P1 „Oberfrankenhalle/Sportpark“ (Albrecht-Dürer-Straße 1) stehen über 750 Parkplätze bereit. Im Jahr zählt die Oberfrankenhalle rund 50.000 Besucher. Um insbesondere die Akustik der Halle zu verbessern, sollte nach 2012 insgesamt 650.000 Euro in die Halle investiert werden.

## Veranstaltungen

### Sport
Die Halle ist Austragungsort der Heimspiele der Basketball-Bundesliga-Mannschaft BBC Bayreuth. Neben den Spielen der Basketball-Bundesliga fanden bisher auch Box-Weltmeisterschaftskämpfe, Handball-Bundesligaspiele, Volleyball-Länderspiele, Tanzsportturniere (z. B. Bavarian Dance Days) und diverse weitere Sportveranstaltungen statt.

### Weitere Veranstaltungen
Bereits seit ihrer Eröffnung wird die Oberfrankenhalle auch für kulturelle Zwecke und Konzerte genutzt. Unter anderem traten Herbert Grönemeyer (1989 und 1992), Udo Lindenberg (1990), Peter Maffay (1990), die Scorpions (1991), Fats Domino (1993), ZZ Top (1994), Bryan Adams (1997), die Backstreet Boys (1997), Chris de Burgh (2000) und Joe Cocker (2000) dort auf.
Die erste Reise des damaligen Bundeskanzlers Helmut Kohl nach dem Tag der deutschen Wiedervereinigung führte jenen am 4. Oktober 1990 nach Bayreuth zu einer Wahlkampfkundgebung in der Oberfrankenhalle.
Weiterhin nutzt das Landesjustizprüfungsamt des Bayerischen Staatsministeriums der Justiz die Halle regelmäßig als Prüfungsort für den schriftlichen Teil der Ersten Juristischen Staatsprüfung.